# Ron Lewis
Ronald "Ron" Lewis (Chicago, Illinois, 27 de julio de 1984) es un exjugador de baloncesto estadounidense que disputó catorce temporadas como profesional, la mayor parte en Europa. Con 1,93 de estatura, su puesto natural en la cancha era el de escolta.

## Trayectoria deportiva
Es un jugador formado a caballo entre Bowling Green Falcons y Ohio State Buckeyes. Tras no ser drafteado en 2007, el jugador se convertiría en un trotamundos del baloncesto europeo e incluso tuvo una incursión en Puerto Rico, en las filas de Brujos de Guayama.
Formaría parte de clubes de Israel, República Checa, Bélgica, Turquía, Italia y Francia.
En 2016, firmaría por una temporada por el ÉB Pau-Orthez.